# Rutgart Pfisterer
Rutgart Pfisterer (1947) es una botánica alemana.
Ha trabajado en el "Instituto Menzinger de Botánica Sistemática" (Menzinger Institut für Systematische Botanik ), de Múnich, desarrollando enorme esfuerzo por su coautoría de la familia de Fabaceae en "Flora de China"
Publicó sobre el género Deverra, habitualmente en la revista Mitteilungen der Botanischen Staatssammlung München.
- La abreviatura «Pfisterer» se emplea para indicar a Rutgart Pfisterer como autoridad en la descripción y clasificación científica de los vegetales.[2]